# Zmarli w roku 1954
Lista osób zmarłych w 1954:

## styczeń 1954
- 5 stycznia – Walter E. Scott, amerykański hochsztapler (ur. 1872)
- 15 stycznia – Karl Holzinger, amerykański psycholog, psychometra i statystyk (ur. 1892)
- 28 stycznia – Eugeniusz Romer, polski geograf, kartograf (ur. 1871)
- 29 stycznia – Ansas Baltris, duchowny Kościoła ewangelicko-augsburskiego, litewski działacz społeczny i narodowy w pruskim Okręgu Kłajpedy (ur. 1884)

## luty 1954
- 12 lutego – Dziga Wiertow (ros. Дзи́га Ве́ртов), radziecki scenarzysta, reżyser filmowy (ur. 1896)
- 17 lutego – Alfred Szczepański, wybitny polski taternik (ur. 1908)
- 19 lutego – Ludwik Szczepański, polski literat, publicysta, dziennikarz, poeta (ur. 1872)
- 25 lutego – Witold Habdank Kossowski, pierwszy dyrektor pierwszego liceum w Stalowej Woli, poeta, legionista, pedagog (ur. 1894)

## marzec 1954
- 4 marca – Georg Tengwall, szwedzki żeglarz, medalista olimpijski (ur. 1896)
- 7 marca – Ludwik Hirszfeld, polski lekarz, bakteriolog i immunolog (ur. 1884)
- 12 marca – Marianne Weber, niemiecka działaczka praw kobiet, socjolog, historyczka prawa, żona Maxa Webera (ur. 1870)
- 17 marca – Stanisław Ligoń, polski pisarz, malarz, ilustrator, działacz kulturalny i narodowy (ur. 1879)
- 19 marca – Edward Graff, amerykański sportowiec i trener, medalista olimpijski (ur. 1898)
- 25 marca – Leon Schiller, polski artysta, jeden z najwybitniejszych polskich twórców sztuki scenicznej XX wieku (ur. 1887)

## kwiecień 1954
- 4 kwietnia – Sigurd Juslén, fiński żeglarz, medalista olimpijski (ur. 1885)
- 10 kwietnia – August Marie Louis Lumière, francuski wynalazca, jeden z pionierów kinematografii (ur. 1862)
- 27 kwietnia – Antoni Bolesław Dobrowolski, polski geofizyk i podróżnik (ur. 1872)

## maj 1954
- 1 maja – Władysław Pluciński, pułkownik piechoty Wojska Polskiego (ur. 1879)
- 6 maja – Bertie Forbes, dziennikarz finansowy, założyciel czasopisma Forbes.(ur. 1880)
- 14 maja – Heinz Guderian, generał niemiecki; teoretyk wojskowości, autor koncepcji „blitzkriegu” (ur. 1888)
- 16 maja – Włodzimierz Ghika, rumuński błogosławiony katolicki (ur. 1873)
- 25 maja – Robert Capa, węgierski fotoreporter (ur. 1913)

## czerwiec 1954
- 7 czerwca – Alan Turing, angielski matematyk, twórca maszyny Turinga i jeden z twórców informatyki (ur. 1912)
- 26 czerwca – Jakub z Ghaziru, libański kapucyn, błogosławiony katolicki (ur. 1875)

## lipiec 1954
- 13 lipca:
  - Frida Kahlo, meksykańska malarka (ur. 1907)
  - Irving Pichel, amerykański aktor i reżyser filmowy (ur. 1891)

## sierpień 1954
- 1 sierpnia – Charles-Albert Cingria, szwajcarski francuskojęzyczny pisarz i publicysta (ur. 1883)
- 20 sierpnia – Stanisław Czajkowski, polski malarz (ur. 1878)
- 30 sierpnia – Alfred Ildefons Schuster, arcybiskup Mediolanu, błogosławiony katolicki (ur. 1880)

## wrzesień 1954
- 3 września:
  - Aleksander Olchowicz, polski dziennikarz, działacz wojskowy, polityk (ur. 1898)
  - Eugene Pallette, amerykański aktor (ur. 1889)
  - Willem Putman, flamandzki prozaik, dramaturg (ur. 1900)
- 5 września – Henry Folland, brytyjski konstruktor lotniczy, założyciel firmy Folland Aircraft (ur. 1889)
- 8 września – André Derain, francuski malarz, grafik, rzeźbiarz i scenograf (ur. 1880)
- 19 września – Miles Franklin, australijska pisarka i feministka (ur. 1879)
- 29 września – Ludwik Monza, włoski duchowny katolicki, błogosławiony (ur. 1898)

## październik 1954
- 2 października – Ludwik Konarzewski, polski malarz, rzeźbiarz i pedagog plastyczny (ur. 1885)
- 4 października – Włodzimierz Żelechowski, polski poeta, prozaik, urzędnik i działacz kulturalny (ur. 1893)[1]
- 5 października – Florent Alpaerts, kompozytor belgijski (ur. 1876)
- 8 października – Uno Wallentin, szwedzki żeglarz, medalista olimpijski (ur. 1905)
- 27 października – Franco Alfano, kompozytor włoski (ur. 1876)
- 29 października – Frank Bede-Smith, australijski rugbysta, medalista olimpijski (ur. 1886)

## listopad 1954
- 3 listopada:
  - Kazimierz Dworak, polski generał brygady (ur. 1895)
  - Henri Matisse, francuski malarz, grafik (ur. 1869)
- 15 listopada:
  - Lionel Barrymore, amerykański aktor (ur. 1878)
  - Wiktor Duniewicz, polski inżynier mechanik, konstruktor, wykładowca akademicki (ur. 1902)
- 17 listopada – Tadeusz Banachiewicz, polski matematyk, astronom i geodeta (ur. 1882)
- 23 listopada – Roman Podoski, polski uczony elektryk, pionier elektryfikacji polskich kolei, współzałożyciel Stowarzyszenia Elektryków Polskich (ur. 1873)
- 28 listopada:
  - Arka Bożek, polski działacz na Śląsku Opolskim (ur. 1899)
  - Enrico Fermi, włoski fizyk teoretyk, laureat Nagrody Nobla z dziedziny fizyki w roku 1938 (ur. 1901)

## grudzień 1954
- 2 grudnia – Johannes Wende, niemiecki architekt i budowniczy (ur. 1873)
- 4 grudnia – Jan Calabria, włoski duchowny, założyciel Zgromadzenia Ubogich Sług Bożej Opatrzności, święty katolicki (ur. 1873)
- 8 grudnia – Stanisław Zdyb, polski taternik, członek Tatrzańskiego Ochotniczego Pogotowia Ratunkowego, fotograf (ur. 1884)
- 10 grudnia – Jerzy Lande, prawnik, profesor, fotografik, taternik (ur. 1886)
- 15 grudnia – Kazimierz Ignacy Sosnowski, polski nauczyciel, krajoznawca, działacz turystyczny (ur. 1875)
- 17 grudnia – Zofia Nałkowska, polska pisarka, publicystka i dramatopisarka (ur. 1884)
- 19 grudnia – Ludwik Solski, polski aktor (ur. 1855)
- 31 grudnia – Władysław Umiński, polski pisarz, prekursor literatury science-fiction (ur. 1865)